# Universidad Estatal de Moscú
La Universidad Estatal de Moscú (UEM; en ruso: Моско́вский госуда́рственный университе́т, romanizado: Moskovski gosudarstveni universitet) es una universidad pública de investigación de Moscú, Rusia.
La universidad incluye 15 institutos de investigación, 43 facultades, más de 300 departamentos y seis sucursales (incluidas cinco extranjeras en países de la Comunidad de Estados Independientes). Entre los antiguos alumnos de la universidad se encuentran líderes de la Unión Soviética y de otros gobiernos. En 2019, 13 premios Nobel, seis ganadores de la Medalla Fields y un ganador del Premio Turing estaban afiliados a la universidad.
El nombre oficial completo es Universidad Estatal de Moscú M. V. Lomonósov, que lleva el nombre de Mijaíl Lomonósov.

## Historia
La universidad se fundó el 12 de enero de 1755, según el calendario juliano (el 25 de enero según el calendario gregoriano), por un decreto de la Emperatriz Elizaveta Petrovna (hija de Pedro el Grande). Desde entonces el 25 de enero, el día de Santa Tatiana, se celebra como el Día de los estudiantes en todo el mundo rusohablante, y el día también recibe el nombre de Día de Tatiana. Asimismo ese día se acaban los exámenes del semestre de otoño universitario. Durante el reinado de Catalina la Grande la universidad fue trasladada a una serie de edificios neoclásicos en la calle Mojovaya.
En 1905 una organización de tipo social democrático fue creada en la universidad con el fin de expulsar al zar del poder y transformar el país en una república. El gobierno zarista cerró la universidad en varias ocasiones como respuesta. En 1911, se produjeron importantes protestas cuando las tropas del zar entraron en el campus deteniendo a varios profesores. Un total de 130 científicos y profesores dimitieron en masa incluyendo algunos tan destacados como Nikolái Zelinski, Piotr Lébedev y Serguéi Chaplyguin. Varios miles de estudiantes fueron también expulsados de la universidad ese año.
Tras la Revolución de Octubre de 1917 la universidad se abrió a las clases populares y no tan solo a la burguesía acomodada. En 1919, se eliminaron los costes de matrícula y se habilitaron instalaciones en las que los estudiantes humildes podían preparar sus exámenes de acceso a la Universidad. En 1940, la universidad fue renombrada con el nombre de su fundador Mijaíl Lomonósov.
En marzo de 2022, Víctor Sadovnichy, rector de la Universidad Estatal de Moscú y presidente de la Unión Rusa de Rectores, fue la firma principal en una declaración pública respaldando la invasión de Ucrania en 2022.

## Edificio principal
Desde el año 1958 las principales dependencias de la Universidad se sitúan en Vorobióvy Gory (Colina de los Gorriones, Colinas de Lenin, entre 1935 y 1999). Este edificio fue diseñado por el arquitecto Lev Rúdnev. Stalin ordenó construir en Moscú siete grandes torres neoclásicas (los denominados Rascacielos de Stalin) y el edificio de la Universidad de Moscú era el mayor de todos, siendo el edificio más alto de Europa en los años 50. La torre principal mide 240 m y posee 36 pisos, estando flanqueada por cuatro grandes alas que albergan facultades e instalaciones diversas. Se dice que posee más de 33 kilómetros de corredores y 5000 habitaciones. La estrella en la cúspide de la torre pesa 12 toneladas, y es lo bastante grande como para albergar una pequeña habitación y una plataforma de observación. Las fachadas del edificio están ornamentadas con relojes gigantes, barómetros y termómetros; así como por estatuas y símbolos soviéticos.

## Facultades

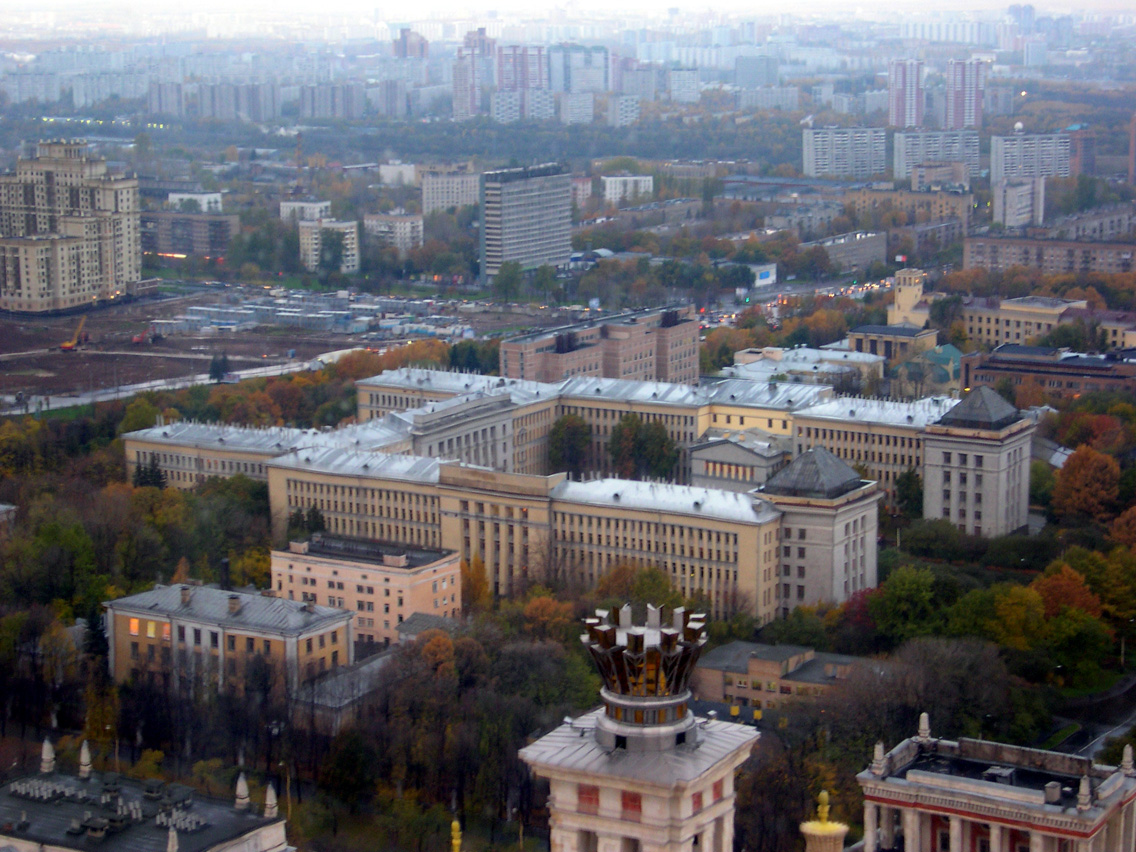
Edificio de las Facultades de Biología y de Estudios de la tierra.

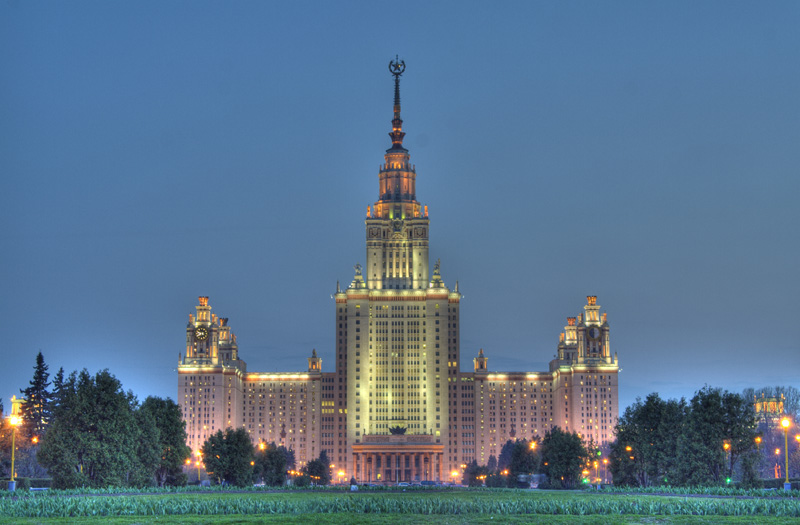
Vista nocturna del edificio principal

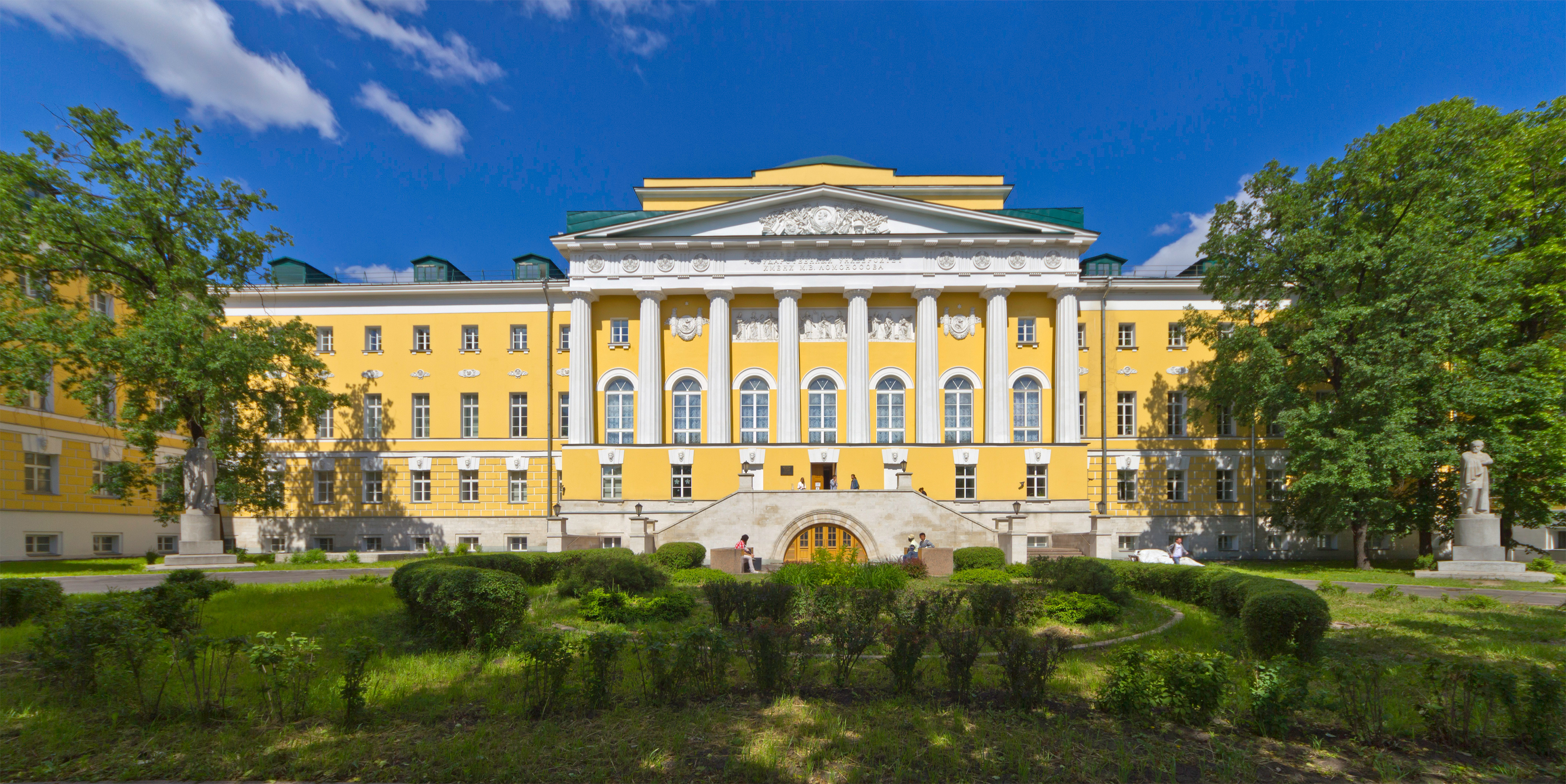
Hoy en día, el antiguo edificio es casa del departamento de Orientación de estudios.

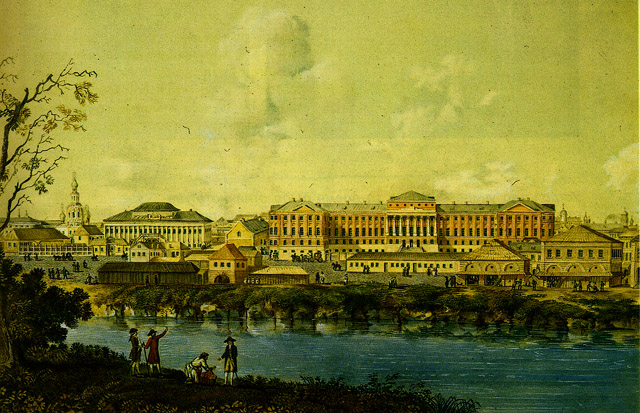
Edificios principales de la universidad en la Calle Mojováya, 1798.

En septiembre de 2009 la universidad tenía 39 facultades y 15 centros de investigación. Una serie de pequeñas facultades se han abierto recientemente, como la Facultad de Física y Química y la Escuela Superior de Televisión. Las clases nocturnas se llevan a cabo en las Facultades de Economía, Historia, Periodismo, Filología, Psicología y Sociología, mientras que la Facultad de Periodismo ofrece un programa de grado de correspondencia. Aquí está la lista completa de las facultades, de acuerdo con el sitio web oficial:
- Facultad de Mecánica y Matemáticas
- Facultad de Matemática Computacional y Cibernética
- Facultad de Física
- Facultad de Química
- Facultad de Ciencias Materiales
- Facultad de Biología
- Facultad de Bioingeniería y Bioinformática
- Facultad de Ciencias del Suelo
- Facultad de Geología
- Facultad de Geografía
- Facultad de Medicina
- Facultad de Historia
- Facultad de Filología
- Facultad de Filosofía
- Facultad de Economía
- Facultad de Derecho
- Facultad de Periodismo
- Facultad de Psicología
- Instituto de Estudios de Asia y África
- Facultad de Sociología
- Facultad de Lenguas Extranjeras y Estudios de Área
- Facultad de Administración Pública
- Facultad de Política Mundial
- Facultad de Ciencias Políticas
- Facultad de Bellas Artes
- Facultad de Estudios Globales
- Facultad de Educación
- Escuela de Graduados en Administración de Empresas
- Facultad de Física y Química
- Escuela de Economía de Moscú
- Escuela Superior de Traducción e Interpretación
- Escuela Superior de Administración Pública
- Escuela Superior de Auditoría Pública
- Escuela Superior de Administración e Innovaciones
- Escuela Superior de Administración de Empresas Innovadoras
- Escuela Superior de Ciencias Sociales Contemporáneas
- Escuela Superior de Televisión
- Facultad de educación superior
- Facultad de Formación Militar

## Personal y alumnos
En la actualidad, la universidad cuenta con más de 4.000 académicos y 15.000 empleados de apoyo [cita requerida]. Aproximadamente 5.000 académicos trabajan en los institutos de investigación de la universidad y en las instalaciones relacionadas. Están matriculados más de 40.000 estudiantes de grado y 7.000 candidatos a títulos avanzados.  Más de 5.000 especialistas participan en cursos de perfeccionamiento para mejorar su carrera. Anualmente, la universidad acoge a unos 2.000 estudiantes, graduados e investigadores de todo el mundo.

## Reputación académica

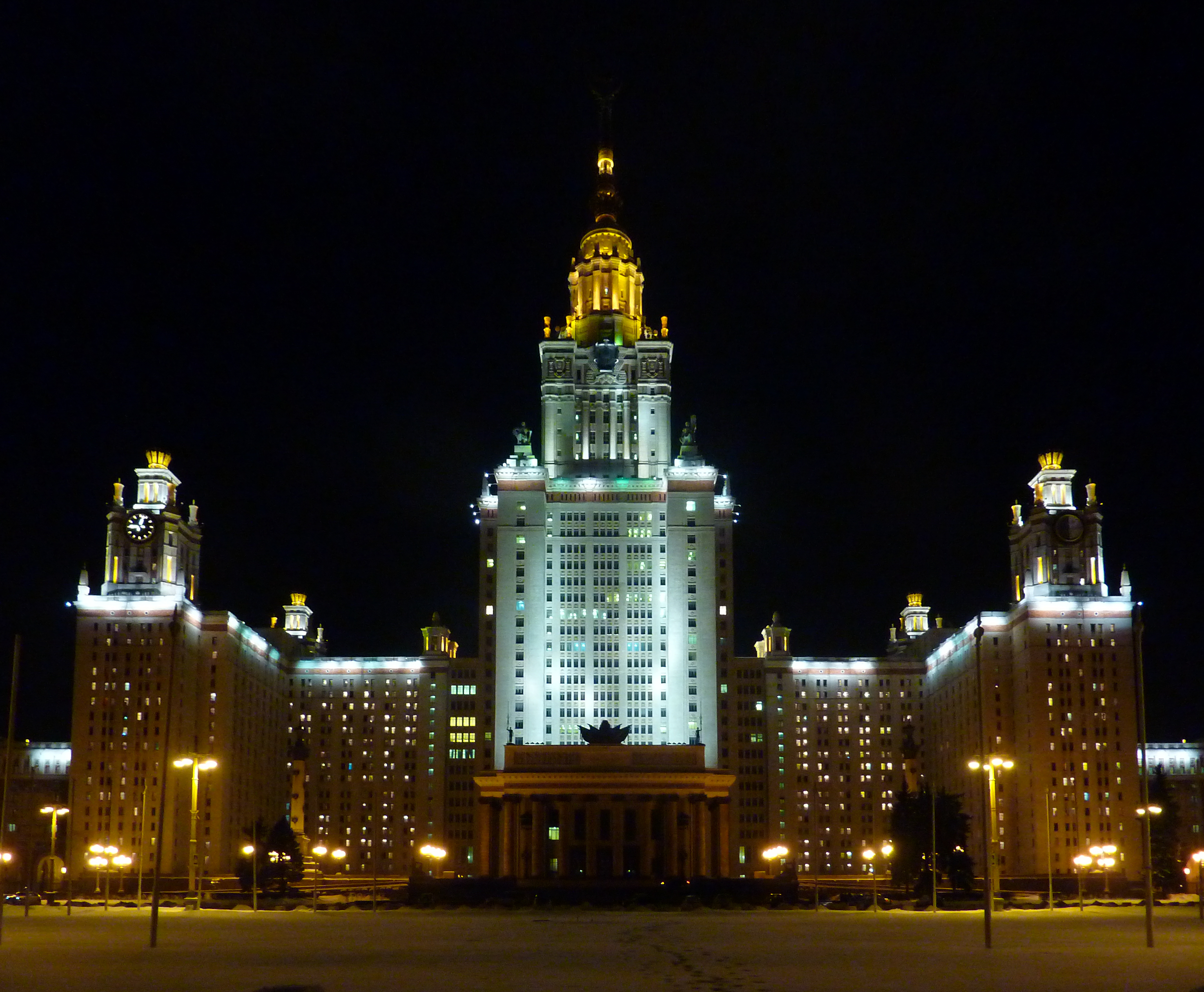
El edificio principal en invierno

Esta universidad tiene contactos bien establecidos con las universidades más distinguidas del mundo, intercambiando estudiantes y profesores con las principales instituciones internacionales de educación superior. Alberga los Cursos Internacionales de Demografía de la UNESCO, los Cursos de Hidrología de la UNESCO, el Centro Internacional de Biotecnología, el Centro Internacional LASER, cursos o seminarios de ruso como lengua extranjera. En 1991 se inauguraron el Colegio Universitario Francés, la Universidad Ruso-Americana y el Instituto de Ciencia y Cultura Alemana. La universidad ha concedido títulos honoríficos a más de 60 científicos, estadistas y políticos extranjeros. A su vez, muchos destacados universitarios y científicos tienen títulos honoríficos de academias y universidades extranjeras.
La Universidad Estatal de Moscú es una de las instituciones de enseñanza superior más prestigiosas de Rusia y tiene unos requisitos de acceso muy exigentes para los futuros estudiantes. Sin embargo, sus resultados en las clasificaciones internacionales son irregulares. Mientras que se situó en el puesto 77 de la clasificación general por el Academic Ranking of World Universities y en el puesto 112 por QS World University Rankings, no fue incluida entre las 200 mejores universidades por el reciente Times Higher World University Rankings y quedó en el puesto 296 (basado en el THE World University Rankings completo en su aplicación para iPhone). En una clasificación muy citada y consistente, la Universidad Estatal de Moscú se situó en el puesto 43 en 2008, en el 44 en 2009-2011 y en el 45 entre las 300 mejores universidades del mundo en 2012 recopiladas por Human Resources & Labor Review (HRLR) sobre la medición del rendimiento de los graduados de las 300 mejores universidades del mundo. A pesar de su gran número de facultades, la Universidad Estatal de Moscú parece ser fuerte sobre todo en ciencias naturales y matemáticas (actualmente se sitúa entre el puesto 38 y el 75 en el mundo), pero considerablemente más débil en otras disciplinas. A pesar de que sigue siendo la universidad rusa mejor clasificada según los tres rankings internacionales mencionados anteriormente (siendo el competidor ruso más cercano la Universidad Estatal de San Petersburgo que obtuvo una puntuación de entre 300 y 400), la universidad se situó sistemáticamente fuera del top 5 nacional en 2010-2011 por Forbes y Ria Novosti / HSE, con ambas calificaciones basadas en el conjunto de datos recogidos por la HSE a partir de las puntuaciones del Examen Estatal Unificado ruso promediadas por todos los estudiantes y facultades de la universidad.
Algunas facultades moscovitas más especializadas, como el Instituto de Física y Tecnología de Moscú y el Instituto Estatal de Relaciones Internacionales de Moscú, se separaron de la MSU en algún momento y desde entonces han establecido una sólida reputación propia.

## Alumnos y profesores notables
Hasta 2017, 13 premios Nobel, 6 ganadores de la Medalla Fields y 1 ganador del Premio Turing han estado afiliados a la universidad. La Universidad Estatal de Moscú es el alma mater de muchos escritores famosos como Antón Chéjov e Iván Turguéniev, políticos como Mijaíl Gorbachov y Mijaíl Suslov, así como matemáticos y físicos de renombre como Borís Demidovich, Vladímir Arnold, Andréi Kolmogórov y Andréi Sájarov.

## La Universidad Estatal de Moscú en filatelia

Russian and Soviet stamps
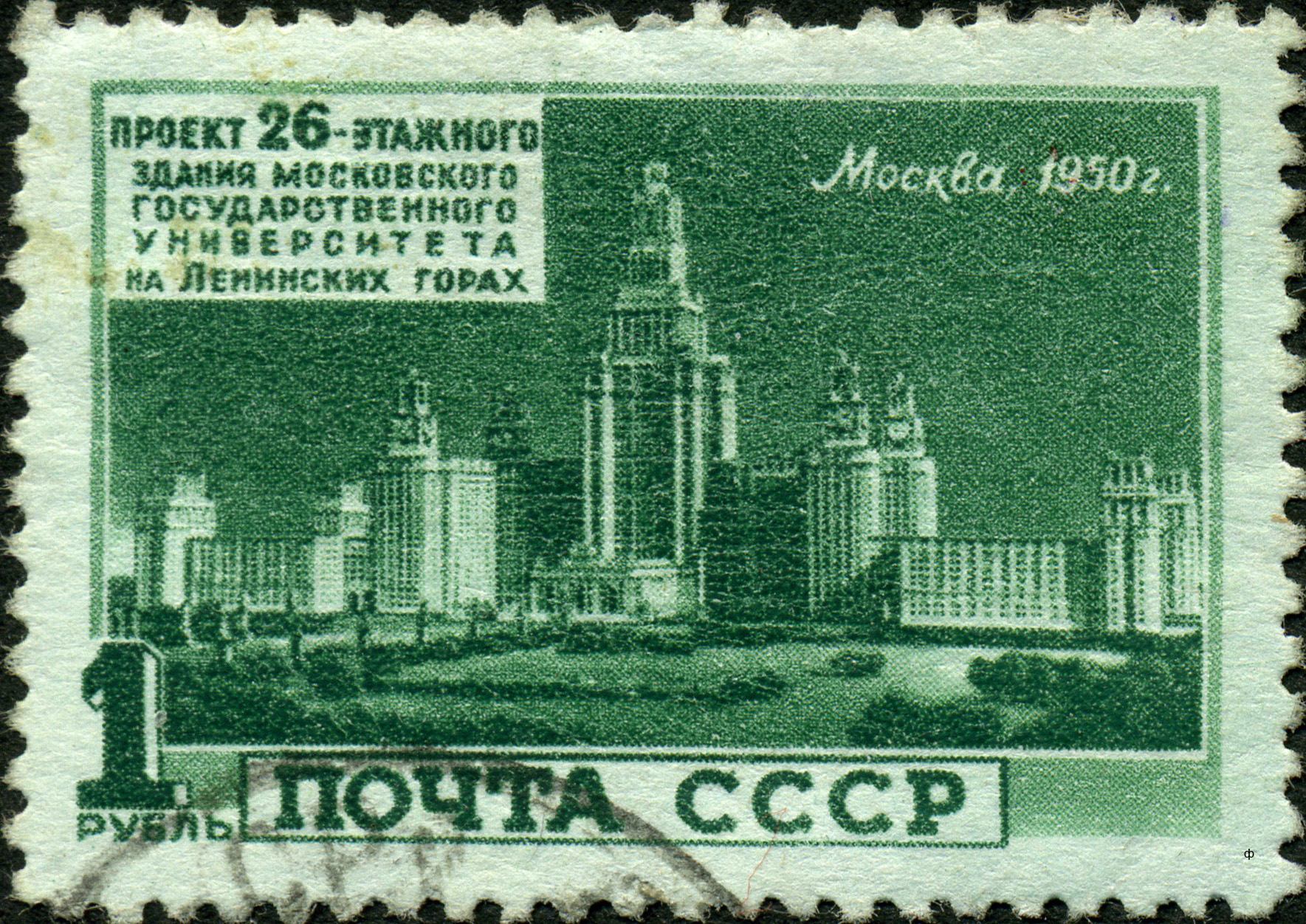
Sello de 1950: proyecto del edificio de 26 plantas de la Universidad Estatal de Moscú
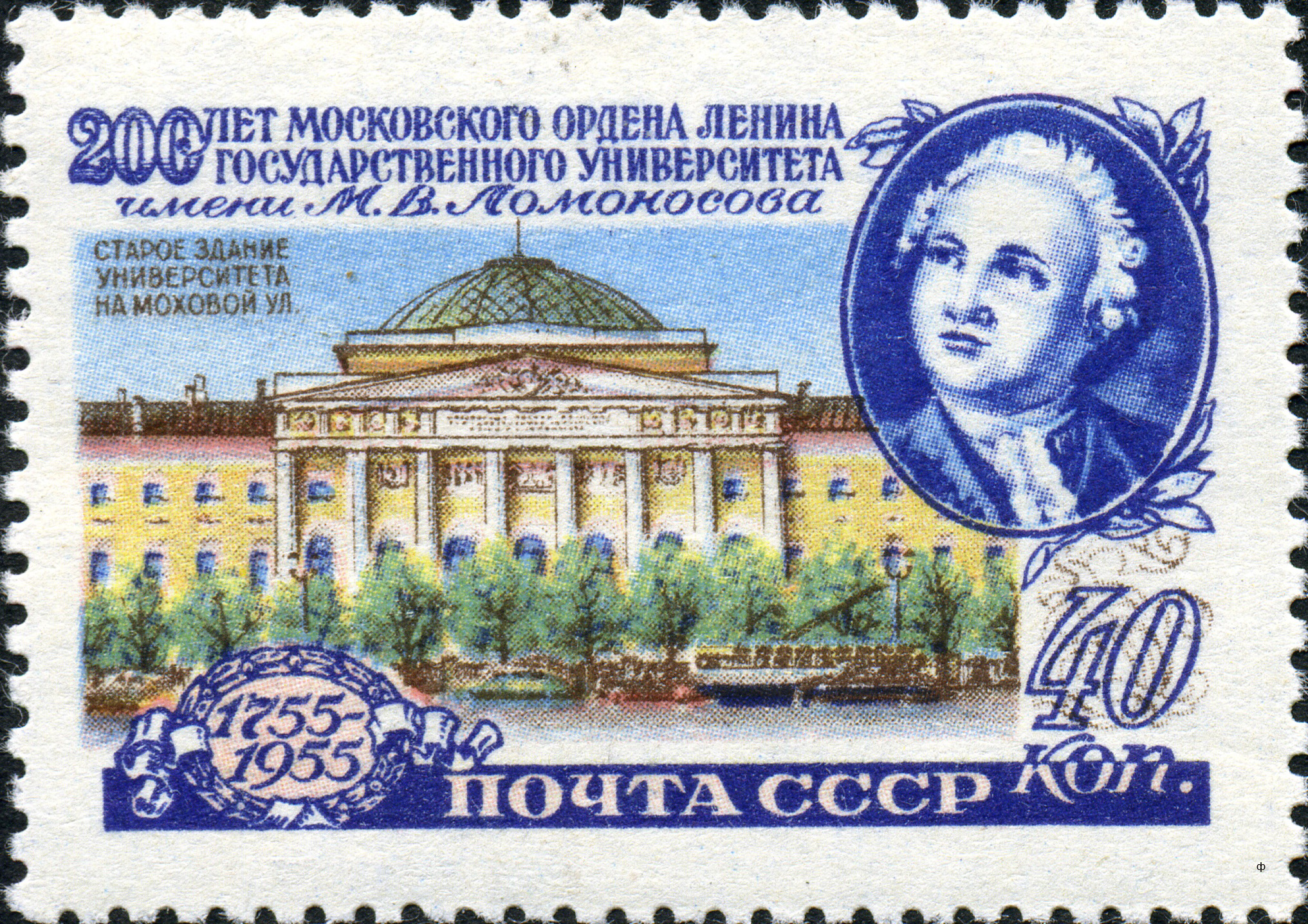
Sello de 1955: el viejo edificio de la universidad
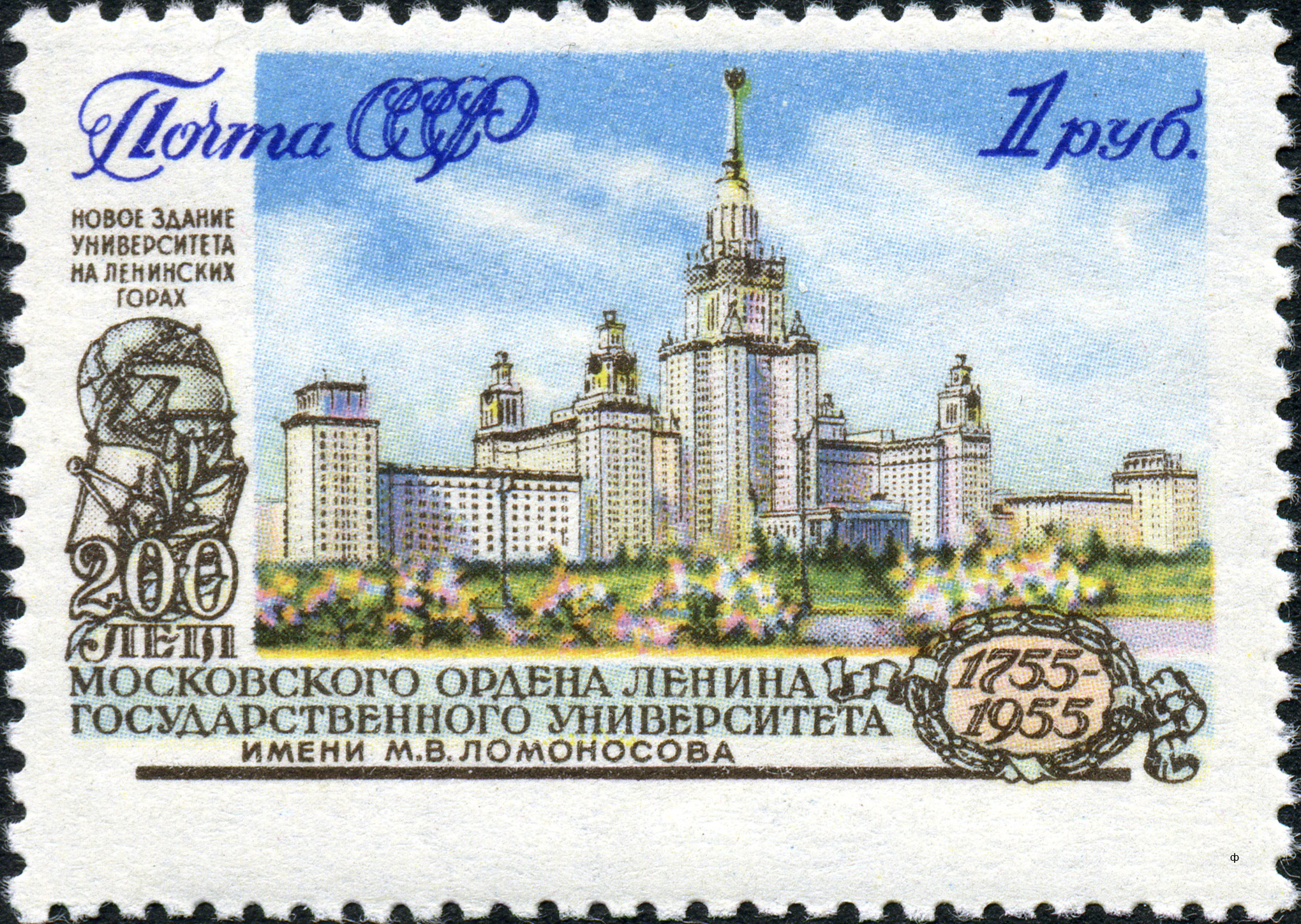
Sello  de 1955: el nuevo edificio de la universidad
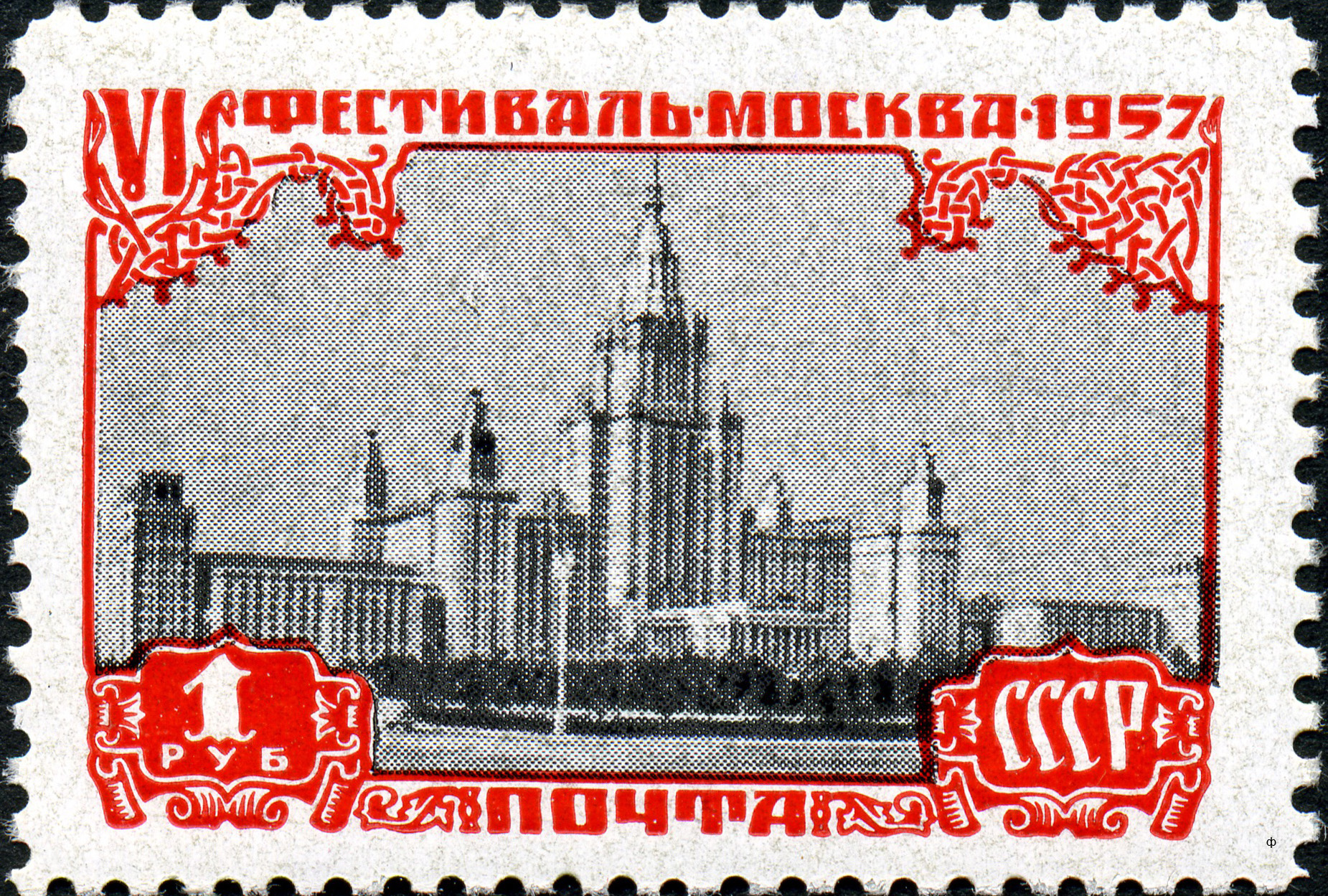
Sello de 1957: Festival de Moscú de la Juventud y los Estudiantes
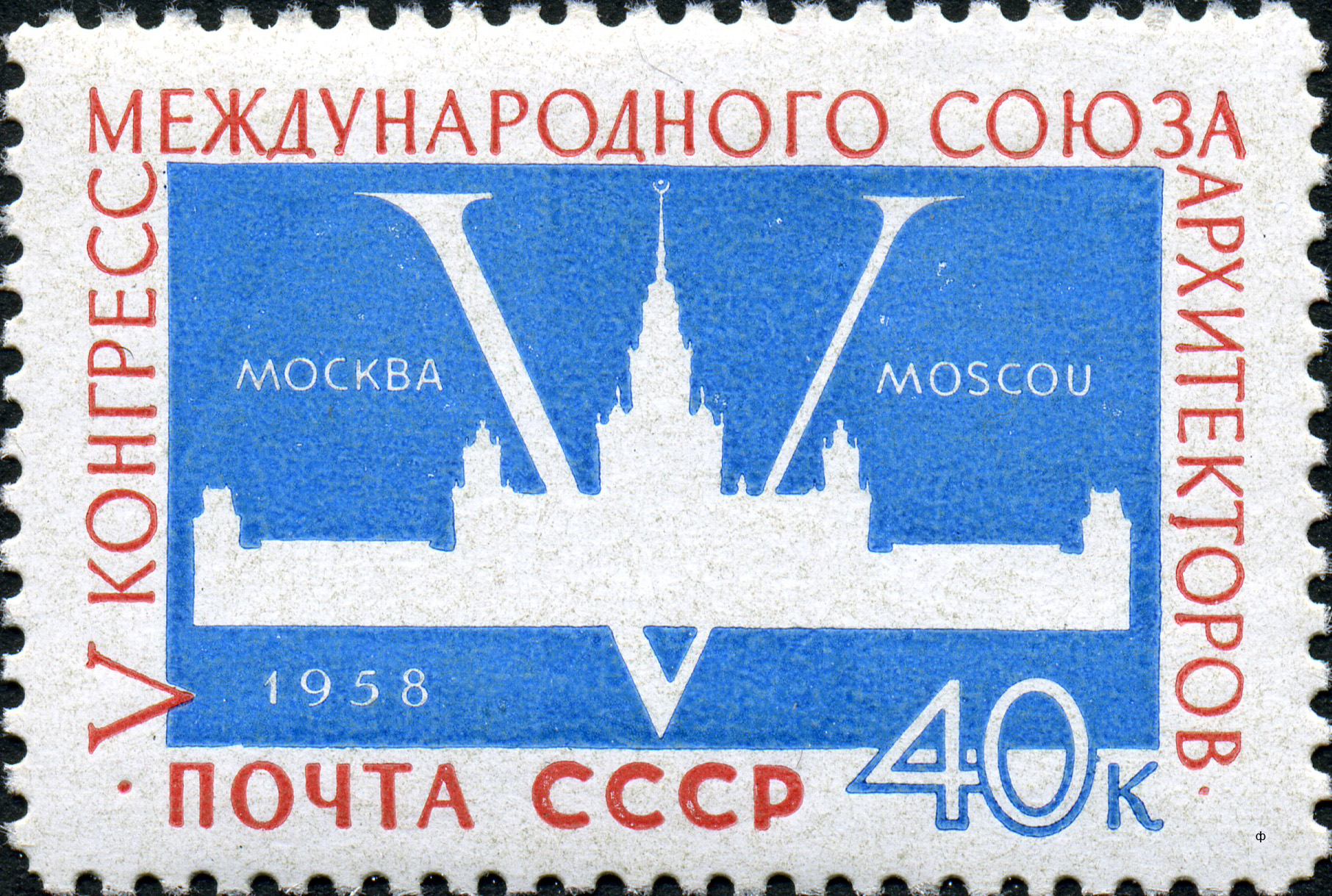
Sello de 1958: V Congreso de la Unión Internacional de Arquitectos
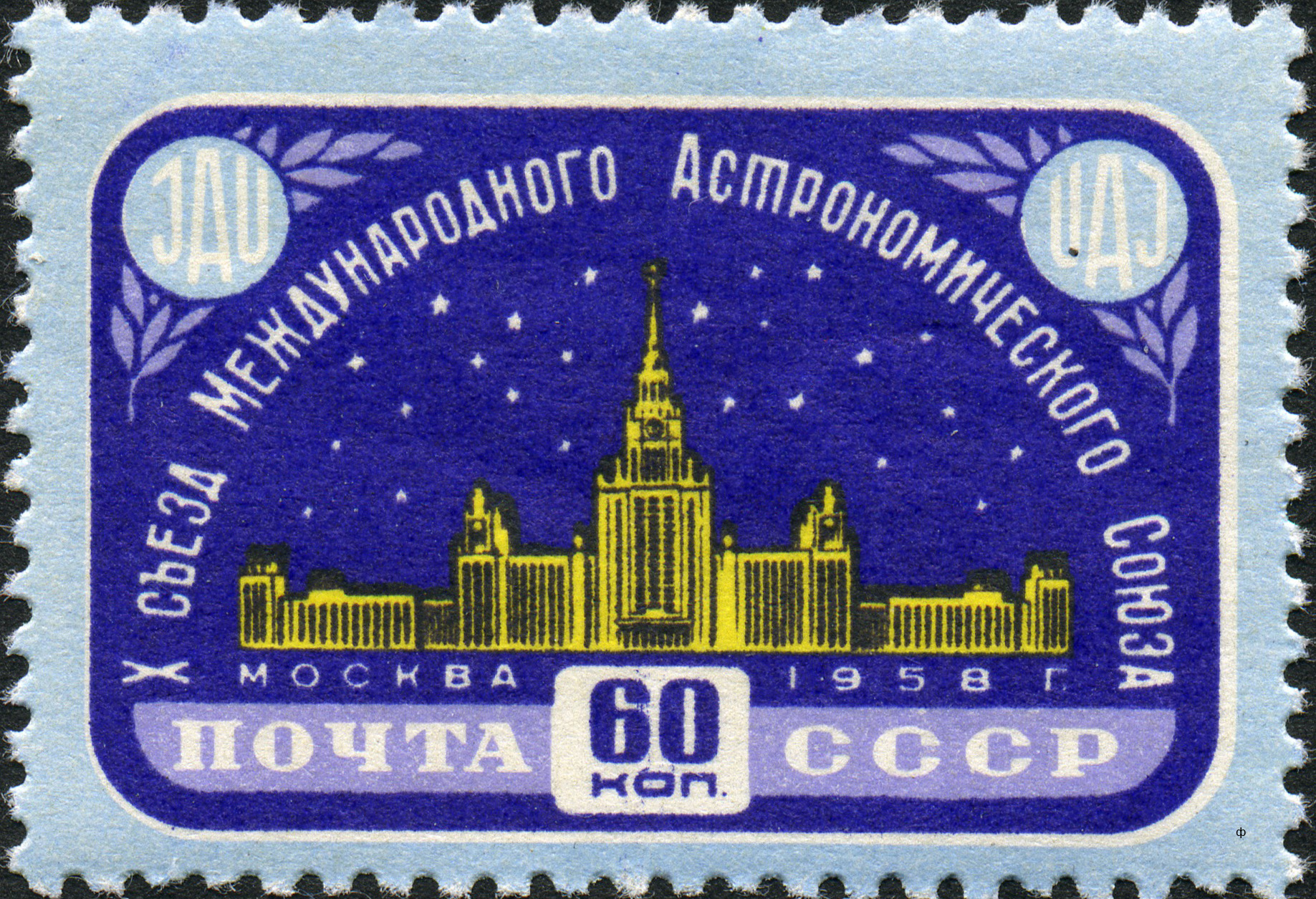
Sello de 1958: X Congreso de la Union Astronómica Internacional en el nuevo edificio de la universidad
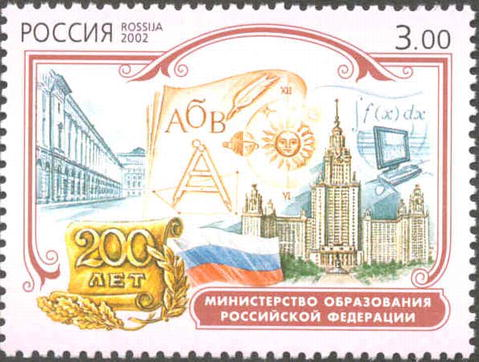
Sello de 2002: 200 aniversario del Ministerio de Educación de la Federación Rusa
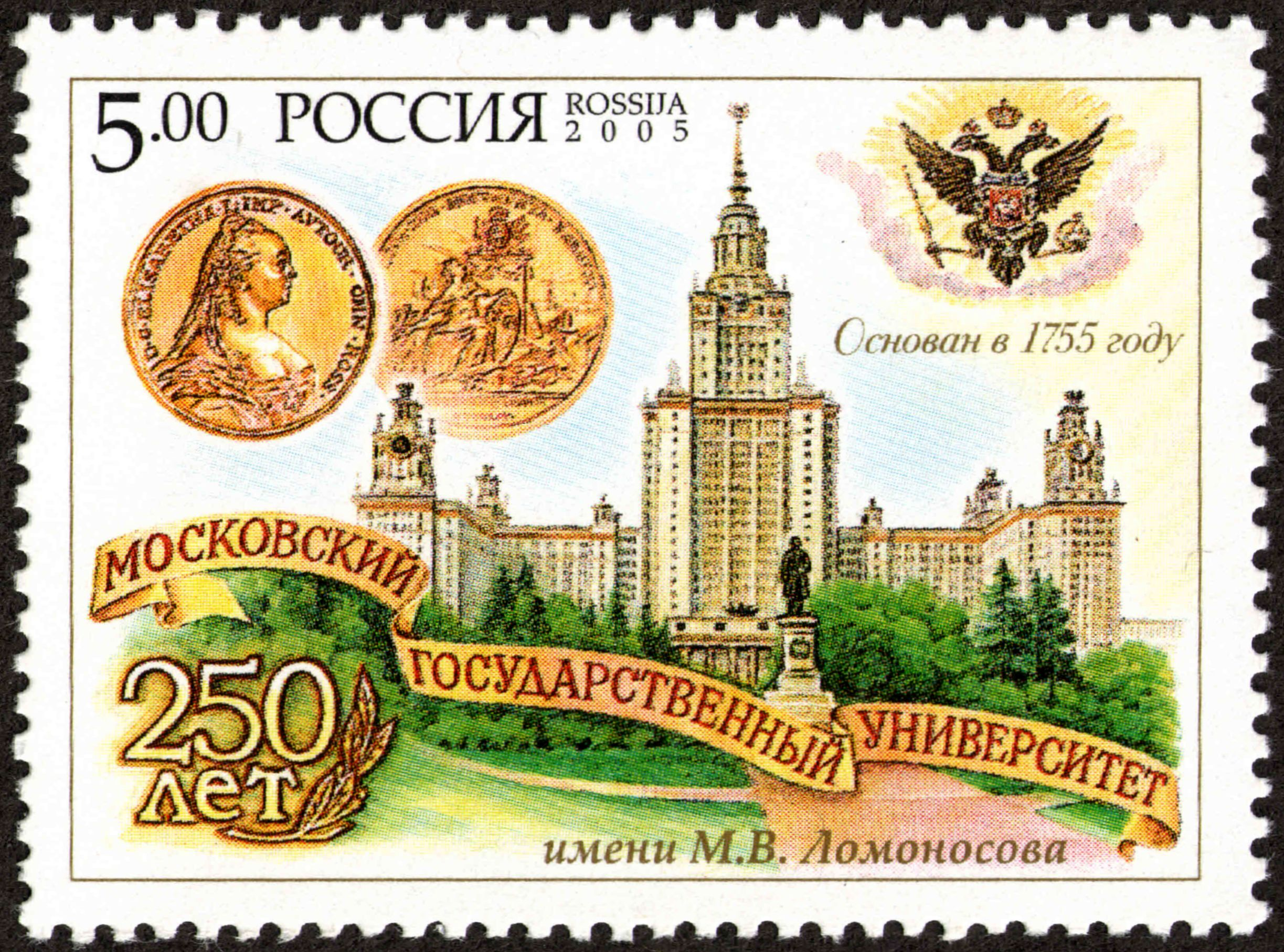
Sello de 2005: 250 aniversario de la Universidad Estatal de Moscú